# Ne mo ha mo Rumor
„Ne mo ha mo Rumor” (jap. 根も葉もRumor) – pięćdziesiąty ósmy singel japońskiego zespołu AKB48, wydany w Japonii 29 września 2021 roku przez You! Be Cool.
Singel został wydany w siedmiu edycjach: trzech regularnych i trzech limitowanych (Type A, Type B, Type C) oraz „teatralnej” (CD). Osiągnął 1 pozycję w rankingu Oricon i pozostał na liście przez 27 tygodni. Singel zdobył status potrójnej platynowej płyty.

## Lista utworów
Wszystkie utwory zostały napisane przez Yasushiego Akimoto.

### Type A
| CD | CD                                                           | CD                      | CD                       | CD      |
| Nr | Tytuł utworu                                                 | Kompozycja              | Aranżacja                | Długość |
| -- | ------------------------------------------------------------ | ----------------------- | ------------------------ | ------- |
| 1. | „Ne mo ha mo Rumor” (jap. 根も葉もRumor)                     | Kenta Urashima, H.Shing | Daisuke Imai, Yūichi Ōno | 4:19    |
| 2. | „Hanarete itemo” (jap. 離れていても)                         | Jun Aiba                | Yūichi "Masa" Nonaka     | 5:22    |
| 3. | „Ōsawagi tengoku” (jap. 大騒ぎ天国) (wyk. Second Generation) | Masaki Honda            | Masaki Honda             | 3:17    |
| 4. | „Ne mo ha mo Rumor” (jap. 根も葉もRumor) (off vocal ver.)    | Kenta Urashima, H.Shing | Daisuke Imai, Yūichi Ōno | 4:19    |
| 5. | „Hanarete itemo” (jap. 離れていても) (off vocal ver.)        | Jun Aiba                | Yūichi "Masa" Nonaka     | 5:22    |
| 6. | „Ōsawagi tengoku” (jap. 大騒ぎ天国) (off vocal ver.)         | Masaki Honda            | Masaki Honda             | 3:17    |

| DVD | DVD                                                    | DVD     |
| Nr  | Tytuł utworu                                           | Długość |
| --- | ------------------------------------------------------ | ------- |
| 1.  | „Ne mo ha mo Rumor” (jap. 根も葉もRumor) (Music Video) |         |
| 2.  | „Ne mo ha mo Rumor” (jap. 根も葉もRumor) (Dance Ver.)  |         |
| 3.  | „Hanarete itemo” (jap. 離れていても) (Music Video)     |         |

### Type B
| CD | CD                                                        | CD                      | CD                       | CD      |
| Nr | Tytuł utworu                                              | Kompozycja              | Aranżacja                | Długość |
| -- | --------------------------------------------------------- | ----------------------- | ------------------------ | ------- |
| 1. | „Ne mo ha mo Rumor” (jap. 根も葉もRumor)                  | Kenta Urashima, H.Shing | Daisuke Imai, Yūichi Ōno | 4:19    |
| 2. | „Hanarete itemo” (jap. 離れていても)                      | Jun Aiba                | Yūichi "Masa" Nonaka     | 5:22    |
| 3. | „Seikōtōtei” (jap. 西高東低) (wyk. Team 8)                | Takayuki Satō           | Yoshihiro Kusano         | 4:18    |
| 4. | „Ne mo ha mo Rumor” (jap. 根も葉もRumor) (off vocal ver.) | Kenta Urashima, H.Shing | Daisuke Imai, Yūichi Ōno | 4:19    |
| 5. | „Hanarete itemo” (jap. 離れていても) (off vocal ver.)     | Jun Aiba                | Yūichi "Masa" Nonaka     | 5:22    |
| 6. | „Seikōtōtei” (jap. 西高東低) (off vocal ver.)             | Takayuki Satō           | Yoshihiro Kusano         | 4:18    |

| DVD | DVD                                                    | DVD     |
| Nr  | Tytuł utworu                                           | Długość |
| --- | ------------------------------------------------------ | ------- |
| 1.  | „Ne mo ha mo Rumor” (jap. 根も葉もRumor) (Music Video) |         |
| 2.  | „Ne mo ha mo Rumor” (jap. 根も葉もRumor) (Dance Ver.)  |         |
| 3.  | „Hanarete itemo” (jap. 離れていても) (Music Video)     |         |

### Type C
| CD | CD                                                                                          | CD                              | CD                       | CD      |
| Nr | Tytuł utworu                                                                                | Kompozycja                      | Aranżacja                | Długość |
| -- | ------------------------------------------------------------------------------------------- | ------------------------------- | ------------------------ | ------- |
| 1. | „Ne mo ha mo Rumor” (jap. 根も葉もRumor)                                                    | Kenta Urashima, H.Shing         | Daisuke Imai, Yūichi Ōno | 4:19    |
| 2. | „Hanarete itemo” (jap. 離れていても)                                                        | Jun Aiba                        | Yūichi "Masa" Nonaka     | 5:22    |
| 3. | „Kimi ga inaku naru 12-gatsu” (jap. 君がいなくなる12月) (wyk. Yui Yokoyama graduation song) | Kenta Urashima, Takumi Yamamoto | Takumi Yamamoto          | 5:50    |
| 4. | „Ne mo ha mo Rumor” (jap. 根も葉もRumor) (off vocal ver.)                                   | Kenta Urashima, H.Shing         | Daisuke Imai, Yūichi Ōno | 4:19    |
| 5. | „Hanarete itemo” (jap. 離れていても) (off vocal ver.)                                       | Jun Aiba                        | Yūichi "Masa" Nonaka     | 5:22    |
| 6. | „Kimi ga inaku naru 12-gatsu” (jap. 君がいなくなる12月) (off vocal ver.)                    | Kenta Urashima, Takumi Yamamoto | Takumi Yamamoto          | 5:50    |

| DVD | DVD                                                                   | DVD     |
| Nr  | Tytuł utworu                                                          | Długość |
| --- | --------------------------------------------------------------------- | ------- |
| 1.  | „Ne mo ha mo Rumor” (jap. 根も葉もRumor) (Music Video)                |         |
| 2.  | „Ne mo ha mo Rumor” (jap. 根も葉もRumor) (Dance Ver.)                 |         |
| 3.  | „Kimi ga inaku naru 12-gatsu” (jap. 君がいなくなる12月) (Music Video) |         |

### Wer. teatralna
| CD | CD                                                        | CD                      | CD                       | CD      |
| Nr | Tytuł utworu                                              | Kompozycja              | Aranżacja                | Długość |
| -- | --------------------------------------------------------- | ----------------------- | ------------------------ | ------- |
| 1. | „Ne mo ha mo Rumor” (jap. 根も葉もRumor)                  | Kenta Urashima, H.Shing | Daisuke Imai, Yūichi Ōno | 4:19    |
| 2. | „Hanarete itemo” (jap. 離れていても)                      | Jun Aiba                | Yūichi "Masa" Nonaka     | 5:22    |
| 3. | „Black Jaguar” (jap. ブラックジャガー) (First Generation) | Hiroki Kawazoe          | Kōji Gotō                | 4:35    |
| 4. | „Ne mo ha mo Rumor” (jap. 根も葉もRumor) (off vocal ver.) | Kenta Urashima, H.Shing | Daisuke Imai, Yūichi Ōno | 4:19    |
| 5. | „Hanarete itemo” (jap. 離れていても) (off vocal ver.)     | Jun Aiba                | Yūichi "Masa" Nonaka     | 5:22    |
| 6. | „Black Jaguar” (jap. ブラックジャガー) (off vocal ver.)   | Hiroki Kawazoe          | Kōji Gotō                | 4:35    |

## Skład zespołu
| „Ne mo ha mo Rumor” |
| --- |
| - AKB48 Team A: Erii Chiba, Rei Nishikawa, Mion Mukaichi, Yui Yokoyama - AKB48 Team K: Tōmu Muto - AKB48 Team B: Yuki Kashiwagi, Satone Kubo, Megu Taniguchi - AKB48 Team 4: Yuiri Murayama, Mizuki Yamauchi - AKB48 Team 4 / STU48 1. gen.: Nana Okada (środek) - AKB48 Team 8 / AKB48 Team A: Rin Okabe, Yui Oguri, Miu Shitao - AKB48 Team 8 / AKB48 Team K: Narumi Kuranoo, Yui Yokoyama - AKB48 Team 8 / AKB48 Team B: Hitomi Honda - AKB48 Team 8 / AKB48 Team 4: Momoka Ōnishi |

| „Hanarete itemo” |
| --- |
| - AKB48 Team A: Mion Mukaichi, Yui Yokoyama - AKB48 Team K: Tōmu Muto - AKB48 Team B: Yuki Kashiwagi, Satone Kubo, Seina Fukuoka - AKB48 Team 4: Yuiri Murayama, Mizuki Yamauchi - AKB48 Team 4 / STU48 1. gen.: Nana Okada - AKB48 Team 8 / AKB48 Team A: Rin Okabe, Yui Oguri - AKB48 Graduated Members: Tomomi Itano, Yūko Ōshima, Haruna Kojima, Mariko Shinoda, Minami Takahashi, Atsuko Maeda, Minami Minegishi - SKE48 Graduated Members: Jurina Matsui - NMB48 Graduated Members: Sayaka Yamamoto - HKT48 Graduated Members: Rino Sashihara |

| „Ōsawagi tengoku” |
| --- |
| - AKB48 Team A: Minami Satō, Kurumi Suzuki, Manaka Taguchi, Erii Chiba (środek), Rei Nishikawa, Nazuna Furukawa, Saki Michieda, Suzuha Yamane - AKB48 Team K: Rina Okada, Ran Kobayashi, Ayami Nagatomo, Megumi Nagano, Orin Mutō, Kana Yasuda - AKB48 Team B: Hitomi Ōtake, Maho Ōmori, Satone Kubo, Haruna Saitō, Ayu Yamabe - AKB48 Team 4: Nanami Asai, Sena Ishiwata, Kaori Inagaki, Miyū Kuramoto, Haruka Kurosu, Kyōka Tada, Mai Honma, Ma Chia-ling, Mizuki Yamauchi, Yuzuka Yoshihashi |

| „Seikōtōtei” |
| --- |
| - AKB48 Team 8: Mashiro Mitomo, Yuka Suzuki, Hiyuka Sakagawa, Mitsuho Fukutome, Remi Tokunaga, Sorano Uemi, Rei Fujizono - AKB48 Team 8 / AKB48 Team A: Rin Okabe, Hinano Okumoto, Yui Oguri (środek), Miu Shitao, Karen Yoshida - AKB48 Team 8 / AKB48 Team K: Erina Oda, Narumi Kuranoo, Haruna Hashimoto, Yuki Harumoto, Ayaka Hidaritomo, Kyōka Yamada, Yui Yokoyama - AKB48 Team 8 / AKB48 Team B: Hinako Okuhara, Misaki Kawahara, Maria Shimizu, Yūna Hattori, Hitomi Honda (środek), Nanase Yoshikawa - AKB48 Team 8 / AKB48 Team 4: Hatsuka Utada, Momoka Ōnishi, Yurina Gyōten, Nagisa Sakaguchi, Kaoru Takaoka, Ayane Takahashi, Sayaka Takahashi, Serika Nagano, Sayuna Hama, Hikaru Hirano |

| „Kimi ga inaku naru 12-gatsu”                                                           |
| --------------------------------------------------------------------------------------- |
| Piosenka na ukończenie członkostwa Yui Yokoyamy w zespole. - AKB48 Team A: Yui Yokoyama |

| „Black Jaguar” |
| --- |
| - AKB48 Team A: Anna Iriyama, Rena Katō, Ayana Shinozaki, Miho Miyazaki (środek) - AKB48 Team K: Manami Ichikawa, Komiyama Haruka, Shimoguchi Hinana, Mogi Shinobu, Yumoto Ami - AKB48 Team B: Iwatate Saho, Shizuka Oya (środek), Saki Kitazawa, Yukari Sasaki, Kayoko Takita, Chiyori Nakanishi, Seina Fukuoka - AKB48 Team 4: Miyū Ōmori, Kiara Satō |

## Notowania
| Lista                             | Pozycja |
| --------------------------------- | ------- |
| Oricon Weekly Singles Chart       | 1       |
| Oricon Yearly Singles Chart       | 19      |
| Billboard Japan Hot 100           | 1       |
| Billboard Japan Hot Singles Sales | 1       |

## Sprzedaż
| Dane wg         | Sprzedaż |
| --------------- | -------- |
| Oricon          | 451 866  |
| Billboard Japan | 561 370+ |